# Кільцеві РНК

Формування кільцевих РНК. Пре-мРНК проходить сплайсинг, інтрони (темні лінії) вирізаються і з'єднуються екзони (різнокольрові чотирикутники) A. Канонічний сплайсинг продукує зрілі мРНК та їх сплайс-варіанти. Кожна мРНК має кеп та полі-A-хвіст. B формування кільцевих РНК. Кільцеві РНК можуть складатися з одного та більше екзонів, іноді інтрон включений (темна лінія поряд з другим екзоном)

Кільцеві РНК (англ. circRNA, circular RNA) — молекули РНК які формують кільце. Кільцеві РНК спостерігаються у різноманітних організмів: архей, рослин, тварин, включаючи людину. Кільцеві РНК належать до некодуючих РНК — в їх послідовності не закодована послідовність білків. Кільцеві РНК формуються найчастіше під час сплайсингу. Довжина кільцевих РНК від 100 нуклеотидів до 4 тисяч нуклеотидів, з середньою довжиною в клітинах людини — декілька сотень нуклеотидів Через відсутність вільних 5- та 3- кінців кільцеві РНК стабільні, адже не ріжуться екзонуклеазами. Кільцеві РНК експресуються на стабільному рівні, тканино-специфічно та можуть бути основною формою експресії певних генів.

## Біогенез
Кільцеві РНК найчастіше за все формуються під час так званого зворотного сплайсингу (англ. backsplicing) при формуванні ковалентного зв'язку між 5'-сплайс сайтом одного екзону та 3'-сплайс-сайтом наступного екзону лінійної РНК, іноді екзон може бути не безпосередньо наступним, а через декілька екзонів. Частіше за все ці сплайс сайти є канонічними. Тобто замість вирізання інтрону, та зшивання кінців екзонів, під час зворотного сплайсингу кінці екзонів зшиваються таким чином, що молекула РНК формує кільце: перший 5' кінець першого екзону з'єднується з останнім 3'-сплайс сайтом останнього екзону.
До кільцевих РНК потрапляє зазвичай 2-3 екзони, іноді до послідовності кільцевих РНК потрапляють і інтрони.
Кільцеві РНК не мають кепу та полі-A-хвосту.

## Функції
Роль так само як і еволюційна консервативність кільцевих РНК є предметом активних досліджень. Але на початок 2017 року є дослідження, що вказують на те, що кільцеві РНК можуть виконувати роль губок для мікроРНК у мозку ссавців: кільцева РНК що утворюється з антисенсного транскрипту CDR1AS до мозочкового пов'язаного з дегенерацією білка 1 (cerebellar degeneration-related protein 1, CDR1) у людини містить 70 сайтів зв'язування до мікроРНК 7 miR-7 Також кільцеві РНК можуть бути задіяні в регуляції альтернативного сплайсингу та активності експресії певних генів.
Кільцеві РНК є дуже стабільними за відсутність відкритих липких кінців і, відповідно, меншу доступність до нуклеаз. Через це кільцеві РНК з активних генів накопичуються, при чому чим більше живе клітина, чим більше вона перебуває у G0 стадії та не ділиться, тим більше накопичуються в ній кільцеві РНК. Так у клітинах з високим проліферативним потенціалом, як пухлинні клітини чи клітини тканин що швидко відновлюються у здорових людей, кільцевих РНК менше ніж у клітин, які не діляться, як то нейрони. Таким чином у мозку при старінні накопичуються кільцеві РНК проте питання щодо функцій, які вони виконують там, залишається нез'ясованим на 2017 рік.

## Вивчення
Оскільки більшість процедур підготовки для РНК-секвенування використовує насичення проб через з'єднання з полі-A-хвостом мРНК, кільцеві РНК довгий час були не відкриті як значний клас РНК, випадки їх описання до 2012 року були поодинокими.